# Kraftwerk Laforsen
Das Kraftwerk Laforsen ist ein Wasserkraftwerk in der Gemeinde Ljusdal, Provinz Gävleborgs län, Schweden, das am Ljusnan liegt. Das Kraftwerk ging 1953 in Betrieb. Es ist im Besitz von Fortum und wird auch von Fortum betrieben.

## Absperrbauwerk
Das Absperrbauwerk besteht aus einem Damm auf der rechten Flussseite, einer Gewichtsstaumauer aus Beton mit Maschinenhaus und Wehranlage in der Flussmitte sowie einem Damm auf der linken Seite.

## Stausee
Das Stauziel des Stausees liegt bei 214 m.

## Kraftwerk
Das Kraftwerk Laforsen ging 1953 in Betrieb; es verfügt über eine installierte Leistung von 57 MW. Die durchschnittliche Jahreserzeugung liegt bei 331,5 Mio. kWh. Die Fallhöhe beträgt 35 m.